# شرکت سیبوندو شینکو
شرکت سیبوندو شینکو (به ژاپنی: 誠文堂新光社) یکی از انتشارات ژاپنی است که دفتر اصلی آن در توکیو، بون‌کیو قرار دارد. این انتشارات در سال ۱۹۱۲ به نام «سیبوندو» توسط اوگاوا کیکوماتسو (به ژاپنی: おがわ きくまつ) تأسیس شد و در سال ۱۹۳۵ با «شرکت شینکو» ادغام شده به نام کنونی تغییر نام پیدا کرد.
بعد از ادغام بجز در زمان جنگ اقیانوس آرام تا سال ۱۹۶۵ میلادی به کار واردات گیاهان زینتی و ماهیان سرزمین‌های استوایی نیز اشتغال داشت. به عنوان ناشر کتاب‌هایی در ارتباط با حیوان خانگی، علوم انسانی، علوم و مهندسی، طراحی، هنر، و آموزش و پرورش و همچنین  در زمینهٔ کتاب کودکان شناخته شده‌است.

## کتاب‌های پرفروش
کتاب گفتگوهای ژاپن و ایالات متحده آمریکا چاپ این شرکت در سال ۱۹۴۵ میلادی  از یک ماه پس از پایان جنگ جهانی دوم در مدت کوتاهی به تعداد ۳۶٬۰۰۰٬۰۰۰ نسخه یا بیشتر به فروش رسید. این تعداد نسخه‌های فروخته شده پس از کتاب کورویاناگی تتسوکو به نام «دختر کوچولو کنار پنجره» دومین مقام را در تاریخ چاپ و نشر ژاپن دارد.